# (29524) 1998 AE
1998 أي إي (ويعرف أيضًا باسم (29524) 1998 أي إي وفق تسمية الكوكب الصغير) (بالإنجليزية: 1998 AE)‏ هو كويكب ضمن حزام الكويكبات؛ وترتيبه 29524 من حيث الاكتشاف.
اكتُشف هذا الجُرم الفلكي بواسطة James M. Roe ‏ في 3 يناير 1998.

## وصلات خارجية
- (29524) 1998 AE في قاعدة بيانات مختبر الدفع النفاث لأجرام النظام الشمسي الصغيرة

- الاكتشاف · مخطط المدار ·  العناصر المدارية · المعلمات المادية

- (29524) 1998 AE على موقع ويكي سكاي: DSS2, SDSS, GALEX, IRAS, Hydrogen α, X-Ray, Astrophoto, Sky Map, Articles and images